# شيوخ تحتاني
شيوخ تحتاني بلدة وناحية تابعة لمنطقة عين العرب في محافظة حلب في سوريا. تقع شمال شرق مدينة حلب قرب نهر الفرات. بلغ عدد سكان الناحية 43,861 نسمة حسب تعداد عام 2004.